# Он вам не Димон
«Он вам не Димо́н» — документальный фильм-расследование Фонда борьбы с коррупцией (ФБК), опубликованный на портале YouTube 2 марта 2017. По состоянию на май 2025 года фильм насчитывает более 47 млн просмотров.
В фильме расследуется имущество на тот момент действующего председателя Правительства Российской Федерации Дмитрия Медведева. В фильме утверждается, что Медведев возглавляет многоуровневую коррупционную схему, — так, по мнению авторов, через благотворительные фонды и организации, юридически оформленные на доверенных лиц Медведева, включая родственников и однокурсников, он владеет дорогой недвижимостью, приобретённой на деньги российских олигархов и кредиты Газпромбанка.
В качестве рассказчика в фильме выступил основатель ФБК Алексей Навальный. После выхода фильма ФБК направил заявление в Следственный комитет России с требованием завести уголовные дела о взятке в отношении Дмитрия Медведева и миллиардера Алишера Усманова. С просьбой о проверке обвинений Медведева в коррупции в силовые структуры обратился депутат Государственной думы от КПРФ Валерий Рашкин.
Навальный обвинил российские власти в отсутствии должной реакции на расследование и призвал провести по России митинги с целью «попросить власть ответить на наши вопросы о коррупции». 26 марта 2017 года в нескольких десятках городов России десятки тысяч людей вышли на массовые антикоррупционные протесты, которые затем повторились 12 июня 2017 года.
4 апреля 2017 года Дмитрий Медведев назвал расследование ФБК «мутью, чушью», собранной «по принципу компота», а 19 апреля заявил, что не будет «комментировать абсолютно лживые продукты политических проходимцев». Алишер Усманов, в свою очередь, подал против Навального и ФБК иск по обвинению в клевете. 31 мая 2017 года Люблинский районный суд Москвы обязал Навального опровергнуть изложенные в расследовании сведения и удалить публикации про Усманова. Навальный отказался исполнять решение суда и подал апелляцию.
Фильм получил неоднозначные оценки со стороны российского экспертного сообщества.

## Описание фильма

### Название
В качестве названия для фильма была взята фраза пресс-секретаря Медведева Натальи Тимаковой, которая в 2013 году в одном из интервью пожаловалась на «бытовое хамство» в социальных сетях, которое беспокоит её начальника: «Я не понимаю людей, которые, условно, в Facebook пишут: „Ну, Димон, ты молодец, зажег“. Он вам не „Димон“. Он — председатель правительства».

### Содержание
Фильм разбит на 10 частей — «глав», продолжительность каждой составляет около пяти минут. В большинстве эпизодов речь идёт об активах благотворительного фонда «Дар» и связанных с ним компаний. Председателем наблюдательного совета фонда является Илья Елисеев — старый знакомый и однокурсник Медведева, которого в фильме называют ключевым доверенным лицом Медведева. Фильм показывает что, с одной стороны, Медведев знаком с руководством фонда и пользуется собственностью фонда для отдыха, а с другой стороны фонд наполняется дарами российских олигархов. Делается предположение, что активы фонда «Дар» и связанных с ним компаний являются тайной собственностью Медведева, которой он управляет через доверенных лиц.
- Глава 1. «Как Медведев попался на кроссовках». В главе рассказывается о том, что Медведева несколько раз видели в такой же обуви и одежде, какую заказывали в интернет-магазинах на адрес одного из его знакомых, связанного с фондом «Дар». Источником информации о заказах послужил взлом электронной почты группой хакеров, известной как «Шалтай-Болтай».
- Глава 2. «Как олигарх Усманов подарил дворец на Рублёвке». Рассказ об усадьбе в селе Знаменском Одинцовского района Подмосковья, которая была подарена фонду «Дар» Алишером Усмановым.
- Глава 3. «Как Медведев построил себе секретную горную дачу». Речь идёт об усадьбе на хребте Псехако неподалёку от Красной Поляны. Приводятся сведения, связывающие объект с фондом «Дар» и позволяющие предположить, что Медведев неоднократно бывал в этой усадьбе.
- Глава 4. «Как Медведев построил себе родовое гнездо и агробизнес». Глава повествует о крупном агрохолдинге, построенном в деревне Мансурово Советского района Курской области, откуда родом отец Медведева. Агрохолдингу принадлежит гостевой комплекс, в котором бывал Медведев. Приводятся сведения о связи агрохолдинга с фондом «Дар» и Елисеевым. Кроме того, членом совета директоров агрохолдинга является человек по фамилии Медведев, которому авторы фильма приписали родственные связи с Дмитрием Медведевым.
- Глава 5. «Как Медведев увлёкся вином и увлёк за собой всё правительство». Рассказ о винограднике «Скалистый берег» рядом с Анапой и предполагаемом лоббировании Медведевым интересов российских виноделов. Виноградник также контролируется Елисеевым, а сам Медведев, по словам авторов фильма, помогает принять ряд правительственных постановлений, облегчающих работу виноделов в России.

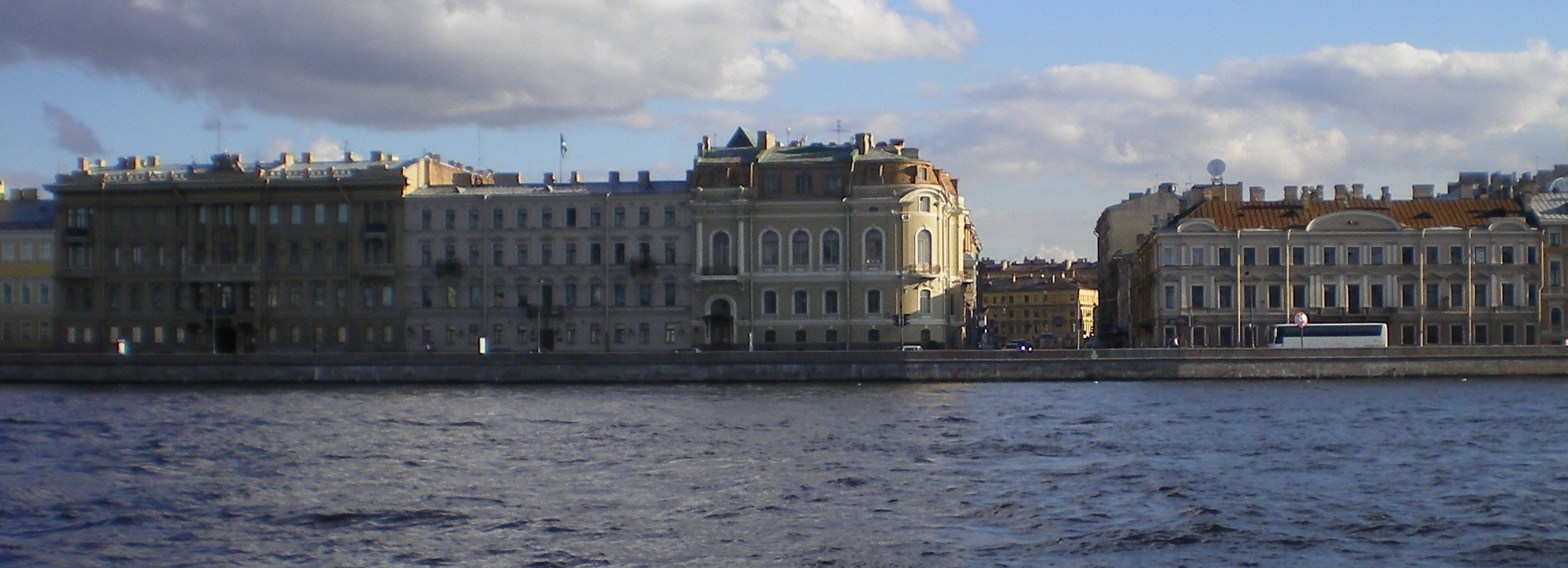
Вид на набережную Кутузова в Санкт-Петербурге. Справа — дом № 24, о котором рассказывается в 6-й главе (фото 2007 года)

- Глава 6. «Как у фонда „Дар“ появились квартиры на миллиард». О покупке дворца графа Кушелева-Безбородко[13] площадью 6250 м² на набережной Кутузова, дом № 24 в Санкт-Петербурге. В 2009 году здание было приобретено за 740 млн рублей фирмой Филиппа Полянского, одного из руководителей фонда «Дар»; в 2010 году оно перешло в собственность уже самого фонда. После ремонта бывший дворец стал элитным домом на 29 квартир, шесть из которых принадлежат «Дару».
- Глава 7. «Давно назревшая глава о том, откуда на всё это деньги». Рассказ об источниках финансирования фонда «Дар». Показано, что основными источниками средств предположительно были пожертвования олигархов и кредиты в Газпромбанке, заместителем председателя правления в котором является Илья Елисеев.
- Глава 8. «Как у Медведева нашлись две яхты, записанные на офшор». Две моторных яхты, приобретение которых было профинансировано структурами фонда «Дар» через офшоры, принадлежащие Илье Елисееву, были замечены в Плёсе, у пристани усадьбы Миловка, и в Санкт-Петербурге. Также найдены косвенные свидетельства пребывания Медведева на яхтах.
- Глава 9. «Как Медведев обзавёлся виноградниками и замком в Тоскане». Виноградники и усадьба в Италии были приобретены офшором, принадлежащем Илье Елисееву, на кредиты структур фонда «Дар».
- Глава 10. «В которой Алексей Навальный огласит мораль и выводы (коротко)».

### Не вошедшие в фильм материалы
На сайте проекта, помимо материалов фильма, в текстовом виде представлены ещё несколько эпизодов, не вошедших в фильм.
- Продажа Управлением делами президента России участка земли площадью 20 гектаров около деревни Маслово в нескольких километрах от Рублёво-Успенского шоссе. Участок земли был продан в 2011 году за 18 млн рублей дочерней компании фонда «Дар». Двумя годами позже появилась кадастровая оценка этого объекта недвижимости с элитными постройками в 600 млн рублей. В статье не указано, существовали ли какие-либо постройки в момент продажи земли Управделами президента.
- Продажа дома отдыха Управления делами президента «Туапсе» в посёлке Ольгинка Краснодарского края в 2011 году за 219 млн рублей.
- Аукцион 2008 года по аренде на 49 лет 119,8 га земли в районе полуострова Дюрсо, рядом с заповедником Утриш. По итогам конкурса право аренды получил фонд «Дар».
- Рассказ об интересе Медведева к российскому высокотехнологичному стартапу и последовавших инвестициях в стартап со стороны компаний, связанных с фондом «Дар».

### Музыка
Саундтреком стала песня группы «Комбинация» «American Boy», под которую Медведев танцевал на встрече выпускников 18 июня 2010 года. По словам Навального, ФБК приобрёл у правообладателей права на её использование в фильме.

## Общественный резонанс
Фильм был выложен в открытый доступ на сервисе YouTube 2 марта 2017 года, и в первую неделю количество его просмотров превысило 7 млн. Новый всплеск интереса к фильму вызвали акции протеста 26 марта, в течение недели после которых число просмотров выросло на 5 млн, всего же за месяц число просмотров достигло 16 млн на Youtube, а с учётом просмотров в социальной сети «Одноклассники» число просмотров приблизилось к 20 млн. По состоянию на май 2025 года число просмотров фильма на YouTube превысило 47 млн.
По данным «Левада-Центра», на начало апреля 2017 года фильм посмотрели 7 % опрошенных; 62 % ничего не знали о нём; 11 % не видели фильм, но знакомы с его содержанием; 20 % слышали о фильме без подробностей. При этом 38 % считали, что власти нечего ответить на обвинения и проще сделать вид, что ничего не произошло; столько же — 38 % — считали, что власти не должны оправдываться (из них 19 % полагали, что «руководство страны вообще ни перед кем не должно оправдываться и тем самым ронять свой авторитет», и ещё 19 % — что «оправдываться не нужно было именно перед ФБК и его основателем Алексеем Навальным — людьми, которые дискредитировали себя политической демагогией и уголовными преступлениями»). Социолог «Левада-Центра» Денис Волков с целью «оценить ответы самой молодой возрастной группы респондентов — от 18 до 24 лет» изучивший специально для интернет-издания «Газета.ру» восемь «больших общероссийских опросов общественного мнения», которые за последние шесть месяцев проводил Левада-центр, в конце мая писал, что эффект фильма почти иссяк: рейтинг Медведева, упавший после выхода фильма, начал восстанавливаться. Социолог также обратил внимание на то, что поддержка власти среди молодёжи выше среднестатистических показателей на 10-15 % — так, деятельность Медведева одобряли 63 %, а если бы выборы президента состоялись в следующее воскресенье, то только 1-2 % молодых людей проголосовали бы за Навального, больше половины из них выбрали бы Путина.

### Реакция в СМИ
Телеканал «Дождь» провёл исследование реакции СМИ на фильм. По его заключению, о расследовании Навального из крупной иностранной прессы написали The New York Times, Deutsche Welle, The Telegraph, «Франс-Пресс». Согласно результатам анализа телеканала «Дождь», многие российские СМИ — в том числе федеральные телеканалы и те, которые раньше уделяли больше внимания публикациям Навального, — проигнорировали выход фильма. Из газет, вышедших на следующий день после публикации фильма, о расследовании написали только два издания: «Ведомости» и «Новая газета». Помимо этого, было замечено, что из интернет-СМИ материалы о расследовании опубликовали «Медиазона», Republic, «Эхо Москвы», РБК, «Царьград ТВ», Meduza, сайты «Коммерсанта» и Forbes; Life разместил лишь комментарий пресс-секретаря Медведева Натальи Тимаковой. О расследовании сообщили также сайты трёх крупнейших российских информационных агентств — РИА Новости, ТАСС и «Интерфакс».

### Реакция Дмитрия Медведева
В день выхода фильма пресс-секретарь Медведева Наталья Тимакова назвала его «предвыборным выпадом». Посчитав, что «материал Навального носит ярко выраженный предвыборный характер, о чём он сам говорит в конце ролика», она заявила, что комментировать «пропагандистские выпады оппозиционного и осуждённого персонажа бессмысленно». 10 марта Навальный сообщил, что Дмитрий Медведев заблокировал его в Instagram.
Медведев впервые прокомментировал обвинения в коррупции в свой адрес 4 апреля 2017 года, спустя более месяца после выхода расследования ФБК. Это произошло во время встречи с рабочими «Русагро» в селе Борщёвка Тамбовской области. Медведев заявил, что фильм заказали «люди, у которых есть вполне конкретные политические цели», и что он был снят «за большие деньги», собранные не у народа, а у «частных спонсоров». Медведев заявил, что расследование ФБК было сделано по «принципу компота»:

Берут разную муть, чушь, собирают, если касается меня, моих знакомых людей, людей, о которых я вообще никогда не слышал, про какие-то места, где я бывал, и места, о которых я тоже никогда не слышал, собирают какие-то бумажки, фотографии, одежду, потом создают продукт и предъявляют его. Разобраться в этом, естественно, человеку, который это смотрит, достаточно сложно, а если за это хорошо заплачено, то продукт получается достаточно добротный.

По словам Медведева, Навальный пытается «добиться своих политических целей […] и для этого тащит на улицы людей, причём очень часто несовершеннолетних», что является «практически преступлением, и делает их заложниками собственной политической программы».
19 апреля, выступая с ежегодным отчётом правительства России перед Государственной думой, Дмитрий Медведев ответил на вопрос депутата от КПРФ Николая Коломейцева о расследовании Навального: «Я не буду специальным образом комментировать абсолютно лживые продукты политических проходимцев и считал бы, что и уважаемая мной фракция КПРФ должна от того воздерживаться».
Во время интервью журналистам пяти российских телеканалов 30 ноября 2017 года Медведев отказался комментировать фильм ФБК, объяснив, что именно на это рассчитывают «всякие обормоты и проходимцы». Отсутствие судебного иска к создателям фильма со своей стороны Медведев объяснил нежеланием создавать «проходимцам» дополнительную рекламу.

### Реакция других лиц, упомянутых в фильме
Генеральный директор АО «Сейм-Агро» Андрей Медведев, названный в фильме двоюродным братом Медведева, отказался подтвердить родственную связь, а представленные в фильме утверждения назвал «вымыслом и фольклором», заявив, что ни он, ни его компания никогда не получали помощи от Медведева.
Заместитель председателя правления «Газпромбанка» Илья Елисеев, названный в фильме основным доверенным Медведева, объявил опубликованное расследование информационным вбросом, не имеющим под собой никаких реальных оснований.

### Реакция властей
Пресс-секретарь президента России Дмитрий Песков заявил, что в Кремле не придают значения «расследованиям» Навального, а также отметил, что ему нечего добавить к комментариям Натальи Тимаковой. Секретарь генерального совета «Единой России» Сергей Неверов призвал журналистов отнестись к результатам расследования критически, воздерживаясь от банального пересказа «псевдоразоблачений». Неверов предположил, что у Навального всё «совсем плохо», раз он «за чернуху взялся».
По мнению журналиста Deutsche Welle Михаила Бушуева, российские власти использовали аргумент ad hominem: в правительстве России и в администрации президента не пытались доказать несостоятельность заявлений ФБК о незаконном обогащении Медведева, а указывали на несостоятельность самого Навального. Он назвал это самым распространённым вариантом реакции российских чиновников на обвинения в коррупции. Николай Сванидзе в передаче «Особое мнение» на «Эхо Москвы» обратил внимание, что со стороны властей никто не возразил, и посчитал такое поведение «грамотной тактической реакцией», не требующей занимать оправдательную позицию. Через несколько дней после выхода фильма журналист «Независимой газеты» Дарья Гармоненко и заведующий отделом политики этого же издания Иван Родин отметили «удивительное молчание» по поводу расследования не только государственных чиновников, но также и оппозиционных партий и внесистемной оппозиции.

### Реакция политиков
Председатель федерального политического комитета партии «Яблоко» Григорий Явлинский заявил интернет-изданию Meduza, что если материалы расследования подтвердятся, уйти в отставку должен и председатель правительства, и президент России. Заместитель председателя комитета Государственной думы по безопасности и противодействию коррупции, член «Единой России» Анатолий Выборный, в свою очередь, заявил тому же изданию, что информация из предыдущего резонансного фильма Навального, «Чайка», где в коррупции обвиняли генерального прокурора Юрия Чайку, была подвергнута «тщательному анализу», в результате которого «ни один факт не подтвердился».
17 марта 2017 года депутат Государственной думы от КПРФ Валерий Рашкин обратился в Следственный комитет с просьбой проверить обвинения Дмитрия Медведева в коррупции, выдвинутые в фильме. Во время отчёта правительства России в Думе 19 апреля 2017 года фракция КПРФ не дала Рашкину слова. По сведениям корреспондента Русской службы Би-би-си Сергея Горяшко, запрет стал результатом целенаправленных действий администрации президента России. 20 апреля 2017 года Следственный комитет сообщил Рашкину, что факты, изложенные в фильме и расследовании ФБК «Он вам не Димон», не являются основанием для начала расследования, а его обращение направлено в Генеральную прокуратуру. 23 июня 2017 года Генеральная прокуратура отказала Рашкину в проведении проверки сведений «о возможной коррупционной деятельности» главы правительства Дмитрия Медведева, сославшись на то, что «поставленные в обращении вопросы не относятся к полномочиям органов прокуратуры».
Бывший депутат Государственной думы Илья Пономарёв назвал источником материалов для фильма генерала ФСБ Олега Феоктистова. По версии политика, «Он вам не Димон» использовался в борьбе кланов для «нейтрализации возможных претендентов» на пост главы правительства. В ФБК эту информацию назвали бреднями и возмутились действиями «Transparency International» и телеканала «Дождь», распространявших в соцсетях ссылки на интервью Пономарёва.

## Расследования

### Попытка провести парламентское расследование
24 марта 2017 года секретарь Московского городского комитета КПРФ Денис Парфёнов сообщил о подготовке процедуры парламентского расследования по материалам фильма. Руководитель партии Геннадий Зюганов заявил, что российские власти должны дать «внятный ответ».
5 апреля на пленарном заседании Государственная дума отказалась поддержать предложение КПРФ обратиться в правоохранительные органы и проверить сведения, представленные в расследовании ФБК. Председатель профильного комитета Государственной думы по безопасности и противодействию коррупции, бывший первый заместитель главы Следственного комитета РФ Василий Пискарёв высказал мнение, что «расследование» ФБК не имеет ничего общего с борьбой с коррупцией и представляет собой «некий симбиоз грязи, фантазии, постановочных трюков и фальсификаций с ярко выраженным политико-провокационным подтекстом». Источник информационного агентства «Интерфакс» во фракции КПРФ, в свою очередь, заявил, что в случае отсутствия внятного ответа до 19 апреля со стороны Медведева на обвинения в его сторону, выдвинутые в фильме, фракция КПРФ покинет зал заседания Государственной думы во время отчёта председателя правительства. Но на самом заседании 19 апреля 2017 года представители КПРФ отказались от такого демарша.

### Запрос в Министерство юстиции
3 марта юрист антикоррупционного центра партии «Яблоко» Алексей Чумаков сделал запрос в главное управление Министерства юстиции РФ на предмет расследования нарушений законодательства Фондом региональных некоммерческих проектов «Дар», который фигурирует в фильме ФБК. В запросе было сказано, что фонд не публикует отчётов своей деятельности в открытом доступе, и юрист попросил предоставить отчёты за 2012—2016 годы, и потребовал проверить фонд «на предмет поступлений денежных средств и иного имущества от иностранных государств». В ответе ведомства было сказано, что фонд соблюдает требования о предоставлении всей необходимой отчётности.
Заместитель генерального директора российского подразделения Transparency International Илья Шуманов обратил внимание, что работники ведомства удалили со своего сайта все отчёты НКО вплоть до 2015 года. Журналистам РБК Илье Рождественскому и Владимиру Дергачёву также не удалось найти отчётность «Дара» на сайте Министерства юстиции. По этому поводу Русская служба Би-би-си сделала запрос в данное ведомство, и в ответ было сказано, что согласно порядку размещения документов, утверждённому приказом Министерства юстиции от 07.10.2010 № 252, «срок размещения отчётов и сообщений в сети Интернет не может составлять менее одного года», и по этой причине данная информация о всех НКО, опубликованная ранее 2014 года, была удалена. По мнению Чумакова, «это либо следствие непрофессионализма чиновников ведомства, либо попытка скрыть документацию».

### Судебный иск Алишера Усманова к Навальному о клевете
11 апреля российский миллиардер Алишер Усманов назвал расследование ФБК «порочащим честь и достоинство» и на следующий день подал судебный иск к Алексею Навальному и ФБК. В фильме Навальный обвинил Усманова в том, что тот пожертвовал «псевдо-благотворительному» фонду «Соцгоспроект» (связанному с сокурсником Медведева Ильёй Елисеевым) земельный участок с домом на Рублёвском шоссе стоимостью 5 млрд рублей. По словам Усманова, пожертвование усадьбы фонду было частью сделки по приобретению им земельного участка, который он намеревался присоединить к территории своего загородного дома.
Усманов заявил, что ранее не обращал внимания на «лживые заявления» Навального, «чтобы не создавать ему лишний PR, но в случае с последними вбросами клеветы он перешёл красную черту, обвинив меня в совершении преступления». По мнению Усманова, у Навального нет «морального права» обвинять его, так как он [Усманов] ведёт свои дела «прозрачно и законно» и тратит на благотворительность более 100 млн долларов в год.
18 мая Усманов опубликовал 12-минутное видеообращение к Навальному, в котором отверг обвинения и обвинил его во лжи. Усманов обратился к Навальному на «ты», заявив, что чувствует с его стороны «страшную зависть лузера и неудавшегося бизнесмена», и завершил обращение словами: «Тьфу на тебя, Алексей Навальный». 24 мая Усманов опубликовал второе видеообращение, где сравнил Навального с персонажем книги Михаила Булгакова «Собачье сердце» Шариковым с «разрухой в голове», а также назвал его демагогом.
29 мая Навальный ответил Усманову. Согласно представленным Навальным документам, Усманов, в частности, будучи одновременно акционером коммерческой компании и директором дочерней компании Газпрома, «Газпроминвестхолдинга», скупал на эту дочернюю компанию активы своей же коммерческой компании. «Газпроминвестхолдинг», возглавляемый Усмановым, консолидировал активы ряда сырьевых компаний, после чего продал их коммерческой компании Усманова (Навальный утверждает, что имело место и занижение цены продажи), что трактуется Навальным, как «гигантский многослойный конфликт интересов». По мнению Навального, позволил совершить Усманову эту сделку председатель совета директоров Газпрома, Дмитрий Медведев, а дом с участком, о котором шла речь в фильме «Он вам не Димон», являлся взяткой за помощь Медведева в организации этих сделок. Также Навальным были предоставлены документы, что первый капитал Усманов заработал на эксклюзивной торговле сырьевыми ресурсами, и о применяемых Усмановым схемах ухода от налогов с помощью трансфертного ценообразования, позволяющих незаконно занижать прибыль российских компаний.
31 мая 2017 года Люблинский районный суд Москвы полностью удовлетворил иск Усманова к Навальному и обязал ответчика «в течение 10 дней удалить видеоролики и публикации, размещённые на указанных адресах, и опубликовать опровержение на срок не менее 3 месяцев на этих адресах». Таким образом суд обязал удалить фильм с YouTube, а также удалить сайт, где размещено расследование, и удалить и опровергнуть пост, где говорится, что Усманов дал взятку заместителю председателя правительства Игорю Шувалову, и сведения о цензуре в издательском доме «Коммерсантъ», подконтрольном Усманову. Навальный пообещал обжаловать решение в апелляционной инстанции.

#### Уголовное преследование директора ФБК Жданова
В августе 2019 года против директора ФБК Ивана Жданова было возбуждено уголовное дело по ч. 2 ст. 315 УК РФ (злостное неисполнение решения суда руководителем коммерческой или иной организации) за неудаление фильма «Он вам не Димон» с личных ресурсов Навального, а именно: сайтов dimon.navalny.com, navalny.com и YouTube-канала Навального. Как Жданов, так и Навальный заявили, что Жданов не может удалить их оттуда, так как не обладает правом доступа к ним. 12 февраля 2020 года Жданову было предъявлено обвинение. 28 июля 2020 года суд оштрафовал Жданова на 100 тыс. рублей.

## Оценки и критика
- Политолог Екатерина Шульман в интервью радиостанции «Эхо Москвы» высказала мнение, что даже поверхностный взгляд на расследование показывает, что это подробная и масштабная работа. Базовой схемой расследования Шульман видит следующее: заинтересованные экономические группы переводят деньги на счета фондов, которые выглядят как благотворительные или общественные, тогда как и деньги, и собственность на самом деле поступают в личное пользование Дмитрия Медведева. Главным в расследовании Шульман видит сам факт опубликования в предвыборный период, что Шульман расценивает как здоровое и рациональное поведение Навального. Аргумент о борьбе политических элит посредством расследований ФБК, с точки зрения Шульман, является типичным заблуждением «кремлёвских инсайдеров», полагающих, что все события, вне зависимости от их реальности, являются сигналами от одной группы влияния другой группе[76].
- Социолог Левада-центра Степан Гончаров, комментируя итоги проведённого в начале апреля 2017 года опроса Левада-центра (согласно которому 18 % опрошенных высказались «определённо за», а 27 % респондентов «скорее за» отставку председателя правительства, а также снижение рейтинга доверия Медведеву (3 % опрошенных полностью доверяют, хотя годом ранее их было 14 %), высказал мнение, что всё это произошло из-за расследования ФБК, нарастания внутренних экономических проблем и снижения эффекта «посткрымского консенсуса»[77].
- По мнению заместителя генерального директора российского подразделения международной организации Transparency International Ильи Шуманова, в фильме не было приведено однозначных фактов, подтверждающих, что владельцем обозначенной собственности является Медведев. Елисеев, как заместитель председателя Газпромбанка, мог являться реальным владельцем активов, упомянутых в расследовании, но расследование ФБК заслуживает внимания, поскольку подобные схемы зачастую используются коррупционерами для сокрытия своих активов[78]. В свою очередь, руководитель отдела по связям с общественностью той же организации Глеб Гавриш положительно оценил расследование ФБК и высказал мнение, что хотя с юридической точки зрения нет ничего незаконного в том, что Медведев пользуется недвижимостью некоммерческих фондов, однако именно форма НКО нередко используется коррупционерами для сокрытия финансовых потоков и имущества, конечного бенефициара которых сложно установить[79].
- Московский корреспондент NRC Handelsblad Стивен Деркис расценивает предоставленные расследованием связи Медведева с незадекларированым имуществом, как более очевидные, чем связи Путина с фигурантами панамского дела[80].
- Отсутствие прямых связей между Медведевым и используемыми им активами, оформленными на близкого человека, по мнению журналиста Леонида Бершидского, говорит об огромной доле ближайшего окружения Путина в капиталах предприятий, реализованной через схемы с надёжными друзьями[81].
- По мнению политолога Павла Салина, фильм не выглядит «таким уж компроматом» так как в нём не приводятся факты «прямого нарушения закона». Авторы прямо говорят, что «это всё по косвенным вещам строится и прямо доказать невозможно». Салин полагает, что настоящим «компроматом в отношении чиновников сейчас считается владение имуществом за рубежом», а в данном случае в целом речь идёт о том, что «просто широкий круг знакомых Медведева владеют большим набором активов внутри России». Салин делает вывод, что «здесь де-юре нет никакого криминала, и де-факто его тоже нет»[82].

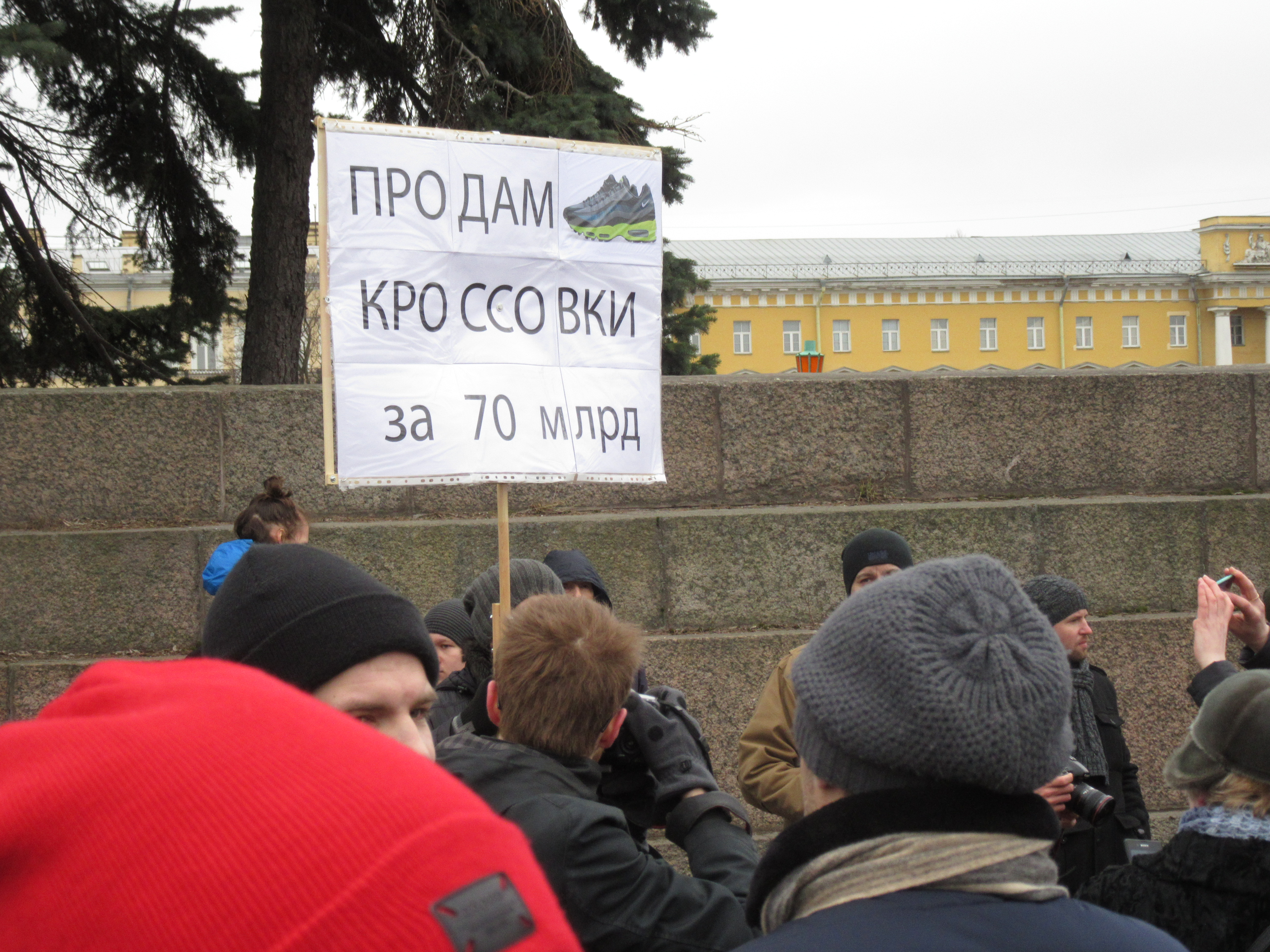
Плакат на акции протеста в Санкт-Петербурге

- Главный редактор интернет-издания «Russiangate» Александра Елагина раскритиковала фильм за отсутствие упоминания и ссылок на первоисточники — журналистские материалы об упомянутых в расследовании объектах[83].
- The Insider подтвердил связь сына Дмитрия Медведева, Ильи, с винодельней из расследования: он значится среди пяти членов совета директоров АО «Скалистый Берег»[84].

## Акции протеста
14 марта Алексей Навальный после ознакомления с сюжетом Дмитрия Киселёва сообщил, что «без митинга мы не обойдёмся». Он заявил, что ответ правительства РФ мало кого удовлетворил, и призвал своих сторонников в различных российских городах провести 26 марта 2017 года уличные акции. Акции протеста прошли в восьмидесяти двух городах России с участием тысяч человек.